# Ranitomeya ignea
Ranitomeya ignea är en groddjursart som först beskrevs av Melin 1941.  Ranitomeya ignea ingår i släktet Ranitomeya och familjen pilgiftsgrodor. IUCN kategoriserar arten globalt som otillräckligt studerad. Inga underarter finns listade i Catalogue of Life.